# 阿波羅18號 (電影)
《阿波羅18：不存在的任務》（英語：Apollo 18）是一部2011年美國科幻恐怖和實際紀錄式電影，導演為西班牙籍的喬治·洛佩茲，監製為提默·貝克曼比托夫及羅恩·施密特。影片聲稱被取消的阿波羅18號其實早在1974年12月已經進行，卻從未返回地球，美國政府因此再沒有派人上月球。電影屬於舊片發現類型，假裝剪接自阿波羅18號任務紀錄，並稱這些紀錄是最近被發現的。此電影亦是導演喬治·洛佩茲的首部英語電影。
電影原定計劃在2010年2月5日上映，並經過八次延期，才於2011年9月2日在美國、加拿大和英國上映，其它地區亦在不同的日期先後上映。

## 劇情
1974年12月，阿波羅18號組員安德森、沃克和格爾中校，按計劃前往月球執行一項秘密任務，任務內容為放置探測器監測蘇聯的洲際彈道飛彈，保護美國本土安全。
格爾中校留在軌道上，而另外兩人則負責登月任務。自由號登陸月球後，太空人便豎立起國旗並開始他們的探險旅程。不久，他們發現登月艙外有一些不屬於他們的鞋印，他們沿著鞋印走，找到了蘇聯的登月艙，比自由號小許多，上面印着CCCP，當他們進入後，發現艙內空無一人，沿着登月艙外面的血迹走，找到了蘇聯太空人的屍體。他們帶著疑問返回登月艙，安德森向休斯頓詢問關於蘇聯登月的事情，但被告知繼續任務。
第二天，他們發現登月艙外的國旗消失了。他們完成任務後，準備離開月球時，突然遭到不明物體騷擾登月艙，因登月艙受到猛烈搖晃而沒法自行返回地球。他們檢查損傷後發現，月球可能存有非人類生物。沃克走出艙外檢查時發現一隻爬行生物在其頭盔內走動。其後，沃克突然跌到一個小坑洞。被安德森救起後立刻返回艙，其後安德森發現沃克身體受傷流血，安德森亦在沃克胸部取出一個與他們收集回來的石頭樣本所類似的黑色小石頭。此時他們受到不明干擾，無法與休斯頓和自由號聯絡。安德森推測，此任務的真正目的是監測外星人而非蘇聯的飛彈。
另一方面，沃克的傷口繼續出現異常的變化，情緒變得不穩定。正常時會要求安德森丟下他自己逃，發作時會發狂攻擊安德森。其後，他們發現了月球坑洞中有大量能夠偽裝成石塊形態的蜘蛛形外星生物。安德森及時逃回蘇聯登月艙，並關上艙門，準備發射離開。但當他成功與地球國防部聯絡時卻被告知不會冒險將懷疑亦被外星生物感染的自己帶回地球。安德森嘗試向國防部求饒，並指自己有家室，不可孤獨留在月球。但最後仍不被接納。其後，沃克試圖用锤子砸開蘇聯登月艙的機門，但在他成功前，大量「蜘蛛」型外星生物從其頭部爆出，血肉橫飛。安德森看到這樣的場面後情緒崩潰。但亦立即冷靜下來，獨自脫離月球表面，打算會合格爾返回地球。但格爾被國防部副部長告知安德森已經被外星生物感染，並威脅格爾放棄對安德森的救援，否則下令中斷通訊及物資補給，令兩人都無法返回地球。而安德森的登月艙其實佈滿「石頭」，而後隨即變成「蜘蛛」圍攻安德森，登月艙失去控制，安德森自知沒救了而一直呼喊要求格爾拋下他。但已經太遲，失控的登月艙衝向自由號，而電影亦到此終結，意味自由號與登月艙相撞，三名太空人都死於外太空。
電影最後播出肯尼迪總統的講話，及三名太空人的生活片段，並表示官方公佈其他死因來掩飾他們真正死因，屍體亦從未找回。

## 演員
- 沃倫·克里斯蒂飾機長安德森
- 勞埃德·奧雲飾指揮官沃克
- 萊恩·羅賓斯飾指挥控制舱飛行員格爾中校

## 票房
至2011年9月16日，阿波羅18號在美國獲得$16,126,000美元收益，海外票房亦達$7,917,922美元，在財政上算是成功。開畫首週在美國國內共有3,328家戲院上映，獲得不錯的$8,704,271收益，排行第三位。但由於口碑不佳，第二週急趺至第8位，只有$2,851,349收益。

## 評價
阿波羅18號的預告片可謂是萬眾期待，但上映後獲得的評價卻是災難性的，幾乎獲得一面倒的負評。電影基本上無劇情可言，沒有恐怖感及期待的外星怪物，僅有模糊畫面及低技術拍攝手法，模仿70年代片段。著名影評網站爛番茄，57位觀眾意見中，有21%給于「爛」的評價，直斥電影「悶透，靈動：鬼影實錄冒牌貨，使你痛苦足90分鐘」。在Metacritic網站，24名觀眾中有19人給于負評，基本上此電影的評價是不受歡迎的。有觀眾諷刺如有多餘時間、金錢，又想享受冷氣，此電影是不錯選擇。
此電影是在加拿大溫哥華拍攝，聲稱是舊片重製且沒有任何演員。在娛樂周刊的訪問中，次元影業否認電影是拍攝得來，聲稱「我們是找到影片，不是拍攝」，而NASA則回應「基本上是這些圖片」，但拒絕進一步回應。

## 外部連結
- 官方網站 （页面存档备份，存于）
- 官方預告片 （页面存档备份，存于）
- 互联网电影数据库（IMDb）上《阿波羅18號》的资料（英文）